# 김태희
김태희(金泰希, 1980년 3월 29일~)는 대한민국의 배우이다. 2000년, "화이트" 광고 모델로 연예계에 데뷔했다. 2001년 영화 《선물》에 이영애의 아역으로 출연하면서 연기자 활동을 시작했다. 이후 시트콤 《레츠고》(2002), 《스크린》(2002), 《흥부네 박터졌네》(2003)와 같은 텔레비전 드라마에 출연했다. 2003년에는 《천국의 계단》에서 악역 한유리 역할로 얼굴을 알리며 인기를 얻기 시작했고, 이 드라마로 SBS 연기대상에서 뉴스타상을 수상했다. 2004년에는 드라마 《구미호 외전》과 《러브스토리 인 하버드》에 출연했다. 하지만 이후 영화 《중천》(2006), 《싸움》(2007)에 출연했으나, 모두 흥행에 실패했다. 2009년에는 시청률 30%를 기록한 드라마 《아이리스》에서 최승희 역할을 연기해 KBS 연기대상에서 우수연기상을 수상하였다. 이후 드라마 《마이 프린세스》(2011), 《나와 스타의 99일》(2012), 《장옥정 사랑에 살다》(2013)에서 주연으로 출연했고, 2015년 드라마 《용팔이》로 SBS 연기대상 최우수연기상을 수상했다. 2017년 비와 결혼했으며 결혼 후 배우 활동을 쉬다가 2020년 《하이바이, 마마!》를 통해 복귀했다.

## 성장 과정
김태희는 1980년 부산직할시 연제구 연산동에서 김유문의 딸로 태어났다. 이후 울산으로 이사하였다. 가족으로는 부모와 언니 김희원, 남동생 이완이 있다. 2017년에 정지훈과 결혼하였다. 초등학교 6학년에는 언니를 대신해 교복 모델로 활동했다. 대현중학교를 졸업하고, 울산여자고등학교 재학 시절 학원 홍보 전단지 모델로도 활동했다. 서울대학교를 졸업했다.

## 경력

### 2000~2003: 초기 경력
김태희는 지하철에서 광고대행사 디자이너를 우연히 만나 2000년 "화이트" 광고를 찍으면서 연예계에 데뷔했다. 광고 촬영 이후 여러 곳에서 모델 제의가 들어왔고, 그녀가 서울대학교 출신이라는 점 때문에 더 화제가 되었다. 2001년 영화 《선물》에서 중등 정연 역을 맡으며 스크린에 첫 데뷔했다. 당시 영화 감독 오기환은 잡지 표지모델로 섰던 김태희를 보고 테스트도 안 해도 되니 그냥 데려오라고 말했다. 이후 대학생활의 숙원이었던 어학연수를 가기 전 홍두현 감독의 독립영화 《신도시인》 출연을 제안받아 출연했고 2002년 개봉했다. 같은 해 경험삼아 SBS 시트콤 《레츠고》에 출연했으나, 2개월만에 종영되고 배우의 길에 대한 고민을 했다.
그러던 중 2003년 SBS 드라마 《스크린》에 출연했는데, 연기력으로 좋지 않은 평을 받았다. 같은 해 드라마 《흥부네 박터졌네》에 수진 역할로 출연했다. 이후 출연한 SBS 드라마 《천국의 계단》에서 처음으로 악역인 한유리 역할을 연기했다. 이 작품은 평균 시청률 38.4%, 최고 시청률 43.5%를 기록하며 큰 성공을 거뒀고, 김태희 역시 이 드라마를 통해 자신의 이름을 알렸다. 그 해 SBS 연기대상에서 뉴스타상을 수상했다. 하지만 일부는 정형화된 연기 스타일도 소화하지 못했다며 연기력 비판을 했다.

### 2004~2008
김태희는 2004년, KBS2 《구미호 외전》에 이어 SBS 드라마 《러브스토리 인 하버드》에서 하버드 의대생 이수인 역할로 출연했다. 그녀는 이 두 작품으로 KBS 연기대상에서 신인연기상, SBS 연기대상에서 10대스타상과 네티즌최고인기상을 수상했다.
이 드라마를 통해 자리를 확고히 한 김태희는, 2006년 제작비 130억, 중국 올로케이션으로 촬영한 영화 《중천》에서 정우성과 함께 공연하며 소화 역할로 첫 장편 영화에서 주연을 맡았다. 이 영화로 백상예술대상, 대종상영화제, 그녀는 청룡영화상에서 인기스타상을 수상했다. 하지만 연기력에서 “대사 소화가 부족하고 표정연기가 풍부하지 못했다”, “평면적 연기다” 등의 부정적인 평가가 많았다. 《중천》은 관객수 150만 명을 기록하면서 흥행에도 실패했다. 2007년에는 영화 《싸움》의 윤진아 역할을 연기했다. 연기파 배우 설경구와 공연하며 연기력에 있어서는 이전 작품보다 확실히 좋아졌다는 평을 받았으나, 34만 명의 관객을 동원하는데 그쳤다.
김태희는 2008년 3월 19일 방영된 KBS 《수요기획》의 이라크전 5주년 특집으로 만들어진 돌아갈수 없는 땅, 바그다드 편 내레이션을 맡았다.

### 2009~2013
김태희는 2009년 4년 만에 첩보액션 드라마 《아이리스》의 여주인공 최승희 역할로 출연했다. 드라마는 최고 시청률 39.9%, 평균 시청률 30%대를 기록했다. 연기력에 있어서 비교적 긍정적인 평가를 받았으나, 일부에서는 첩보원 역할에 걸맞지 않다는 평도 있었다. 그 해 KBS 연기대상에서 처음으로 연기력으로 우수연기상을 받았는데, 이에 대해 “우수연기상은 인기로 받은 인기상이 아닌 연기자로 인정받은 최초의 상이었다. 연기로 인정 못 받고 있다고 그간 생각했다. 항상 마음의 무거운 짐을 갖고 있었다”고 말했다. 2010년 1월 김태희는 소속사를 나무엑터스에서 자신의 형부가 설립한 루아엔터테인먼트로 이적했다. 9월 16일에는 영화 《그랑프리》에서 서주희 역할로 출연했다. 김태희의 연기력은 이전보다 나아졌다며 긍정적인 평가가 있었으나, 16만 명의 관객수를 끝으로 상업적 실패를 거뒀다. 11월 22일에는 몇몇 내용을 편집해 만든 《아이리스: 더 무비》가 개봉했다. 12월 13일에는 《아이리스》의 스핀오프작 《아테나: 전쟁의 여신》 1회에 회상신으로 특별 출연했다.
김태희는 2011년 1월부터 방영된 드라마 《마이 프린세스》에 출연했다. 드라마는 평균 15%의 시청률을 기록하였다. 김태희는 송승헌과 함께 공연해 대학생 이설 역할을 맡아 기존의 이미지와는 달리 코믹한 캐릭터를 연기했고, 이미지의 변화와 이전보다 향상된 연기로 호평을 받았다. 4월 1일에는 《MBC 다큐스페셜》에서 셀러브리티 바이오그래피 태희의 재발견이 방영되었고, 방송에서 김태희의 일상, 연기력 논란, 학창 시절 등에 대해서 다뤘다. 시청률은 지난 편에 비해 2배가량 상승한 9.3%를 기록했다. 하지만 일부에서는 “뭘 말하려 했는지 모르겠다”, “김태희 홍보프로” 등의 비판이 이어졌다. 이에 대해 성공회대 김서중 교수는 “MBC스페셜이 김태희도 다룰 수 있다. 문제는 소재가 아니라 다루는 방식”이라고 말했다. 《마이 프린세스》가 종영되고 나서 김태희는 일본 기획사 스위트 파워와 계약을 맺고 일본 진출을 한다고 발표했다. 이후 일본 후지TV 드라마 《나와 스타의 99일》에 여주인공 한유나 역할로 출연해 일본 배우 니시지마 히데토시와 공연했다. 첫 일본 드라마는 평균 시청률 9.3%를 기록하며 성공적으로 끝냈고, 많은 CF 촬영도 진행할 예정이였다. 그러나 2005년 이완과 함께 스위스에서 독도 사랑 캠페인을 벌인 것을 빌미로 각종 CF 방영 계획이 취소되었고, 드라마 촬영 중단까지 요구되었다.
2013년 4월부터 6월까지 방영된 SBS 퓨전사극 드라마 《장옥정, 사랑에 살다》에서 김태희는 '9대 장희빈'으로 캐스팅 되며 세간의 주목을 받으며 장옥정 역할을 연기했다. 하지만 작품에 대한 혹평으로 이어진 계속되는 시청률 하락과 함께 김태희의 연기력 논란, 역사 왜곡 등으로 문제를 지적 받았다.

### 2014~현재
2014년 5월 29일, 김태희는 중국 사극 드라마 《서성왕희지》 제작발표회에 참석하며 중국 데뷔를 알렸다. 그녀는 극중 왕희지의 아내 씨루이 역할을 맡아 연기했다. 김태희는 자신의 역할 씨루이에 대해 "뻔한 여성상이 아닌, 순수하고 정의로운 캐릭터"였기 때문에 더욱 매력을 느꼈다고 말했다. 이듬해 2015년에는 한국 브라운관으로 복귀해, SBS 드라마 《용팔이》에 한여진 역할로 출연했다. 김태희에게는 2년만에 안방극장으로 복귀작으로 최고 시청률 20.4%를 기록하며 시청자들에 큰 인기를 얻었다. 그녀는 이 작품으로 코리아드라마페스티벌 최우수연기상, SBS 연기대상 미니시리즈부문 최우수연기상을 수상했다.

## 평판

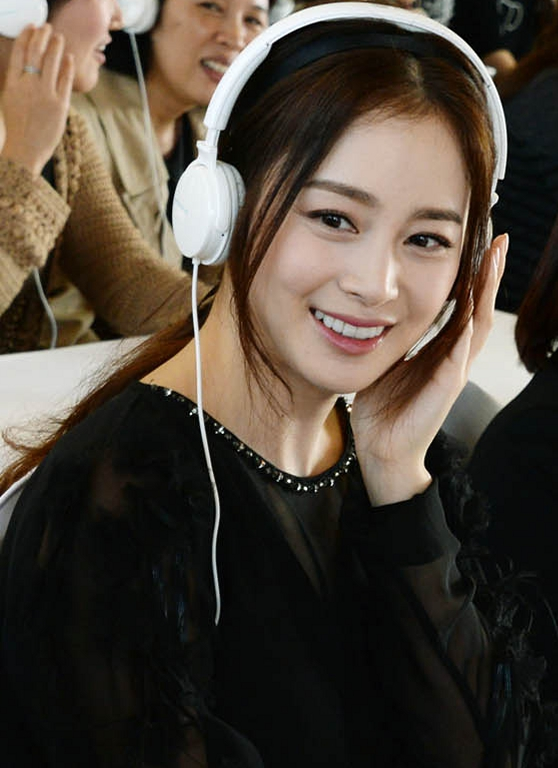
2013년 10월 31일 '맛있는 김치 김태희와 함께 배워요! LG 디오스 김치톡톡 클래스' 행사에서 김태희.

김태희는 대한민국의 대표적인 자연미인으로도 꼽힌다. 중국에서 뽑은 한국 여배우 순위 1위에도 뽑혔다. 또, 전지현·송혜교·손예진·한가인·이나영·한지민·한예슬 등과 2000년대를 대표하는 한국의 미인으로 불린다.
김태희는 작품 출연보다는 CF에서 주로 활동하는 연기자이다. 김태희는 광고 1년 전속 계약을 할 경우 평균 10억대를 받아 업계에서 특S급 연예인으로 분류되고 있다. 출연하는 영화나 드라마마다 연기력 논란이 항상 따라다니는 편이였지만, 매우 수려한 외모가 부곽되어서 연기력이 낮아보일 뿐이지 현재는 어느정도 연기력을 인정받고 있다.

## 자선 활동
2004년 김태희는 헤럴드경제 기업사랑 캠페인 홍보대사로 활동했다. 2005년에는 동생 이완과 함께 수호천사로 위촉돼 독도 사랑 캠페인을 벌였고, 같은 해 5월 스위스에서 친선문화대사로 선정 돼 "독도 우리땅"이라는 문구를 새긴 티셔츠와 리메이크 앨범 등을 나눠주는 활동을 했다. 이후 2007년 유방암의 위험성을 알리는 핑크리본 홍보대사로 활동을 했고, 7월 22일 부산 해운대에서 열린 핑크리본 사랑 마라톤 대회에 참여했다. 또한 12월에는 BC카드의 후원을 받아 서울에서 외국인 노동자들을 위한 밥차 배식 봉사활동을 했다. 김태희는 2005년부터 메이크어위시 재단의 홍보대사로 활동하기 시작했으며, 2006년에도 난치병 어린이들과 함께 자선 활동을 계속 했다. 뿐만 아니라 2011년에는 난치병 아동들로 이루어진 메이크어위시 합창단 앨범에 참여했는데, "Make-A-Wish"를 녹음했다.

## 개인 생활
김태희는 사생활 관리가 철저한 것으로 잘 알려져있는데, 남자 연예인들과 스캔들이 난 적은 거의 없고, 지금까지 연애 경험은 다섯 손가락을 꼽을 정도라고 했다. 2003년 인터뷰에서 천주교 신자여서 보수적이라며 혼전 성관계와 낙태는 절대 안된다고 밝혔다.
결혼
2012년 12월 31일 디스패치는 이병헌과 이민정의 열애설을 터뜨림과 동시에 "디스패치가 새해 첫 커플의 사랑 소식을 전해드리겠습니다"라는 말을 남겼고, 2013년 1월 1일 비(본명: 정지훈)와 김태희가 데이트하는 현장 사진을 올리면서 열애설을 제기했다. 같은 날 오후 소속사 루아엔터테인먼트는 아직 만난지 1개월 밖에 안되었고, 알아가는 단계라며 교제설을 인정했다. 2017년 1월 17일, 비는 자신의 인스타그램에 자필 편지를 올려 "이제 저 또한 한 가정의 가장으로서 훌륭한 남편이자 남자가 되려 한다. 그녀는 제가 힘들 때나 행복할 때나 변치 않고 늘 제 곁을 지켜주며 언제나 많은 것들로 감동을 주었다"에 이어 "이제 신뢰가 쌓이고 사랑이 커져 결실을 맺게 됐다"며 "결혼식과 시간은 현재 시국이 불안정하고 경제적으로 어려운 시기여서 최대한 조용하고 경건하게 마무리하고자 한다"고 결혼 소식을 알렸다. 두 사람은 2011년 한 소셜커머스 광고에 함께 출연하며 친분을 쌓았고, 2012년 가을부터 교제를 시작했고 2013년 1월 1일 열애 사실이 공개됐다. 이후 둘은 결별설 한번 없이 잉꼬 커플로 주목 받아왔다.
김태희는 비와 2017년 1월 19일 서울 종로구 가회동의 한 성당에서 혼인성사로 비공개 결혼식을 올렸다.

## 가족 관계
- 아버지: 김유문 (1947년 ~)
- 어머니: 김영자 (1953년 ~)
- 언니: 김희원 (1978년 5월 22일 ~)
- 남동생: 이완 (1984년 1월 3일 ~)
- 배우자: 비 (1982년 6월 25일 ~)
  - 장녀: 정윤아 (2017년 10월 25일생)
  - 차녀: 정민아 (2019년 9월 19일생)

## 학력
- 삼신초등학교 졸업
- 대현중학교 졸업
- 울산여자고등학교 졸업
- 서울대학교 의류학 학사